# 新大嶼山巴士11線

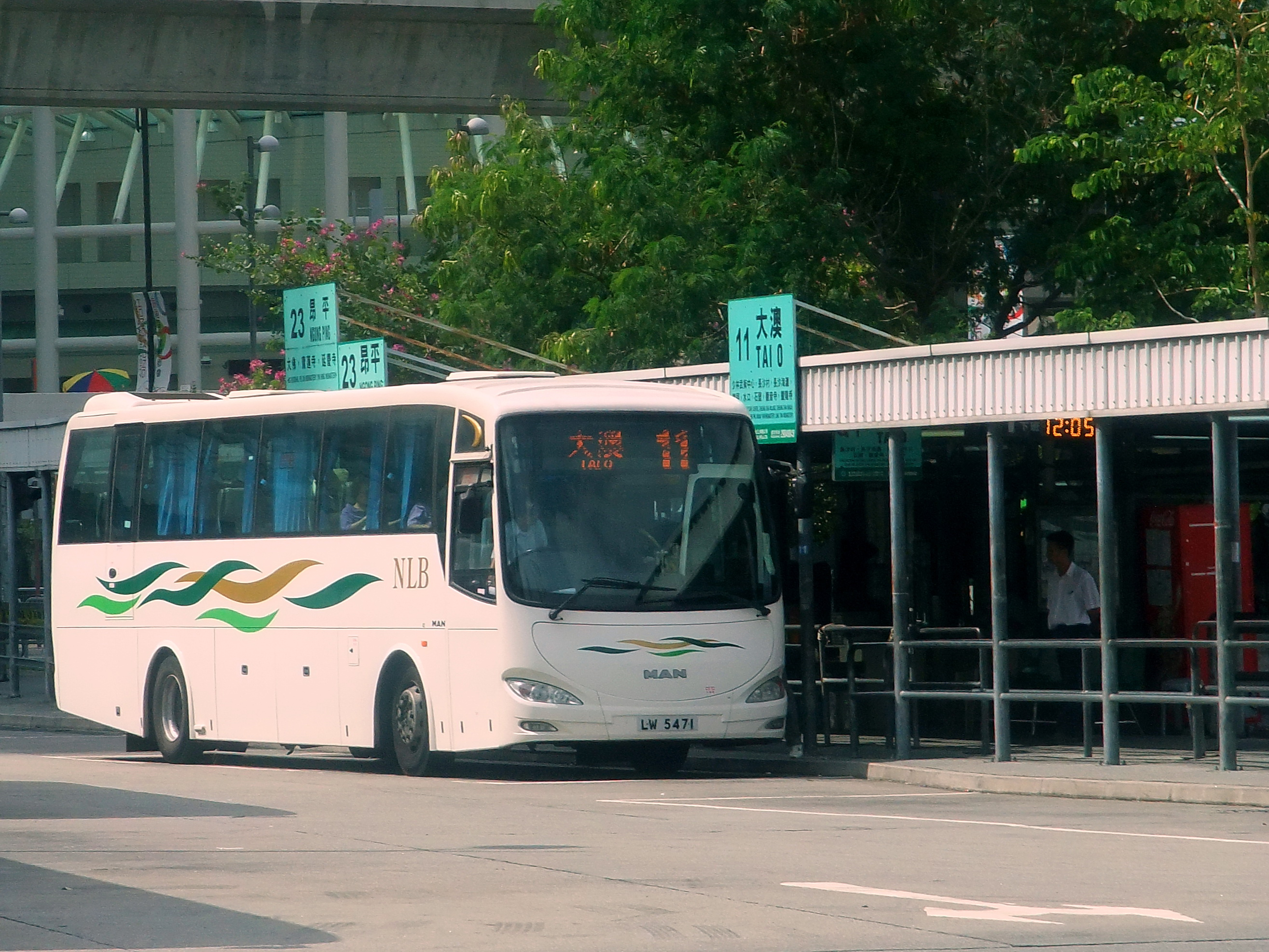
一輛新大嶼山巴士11線巴士於東涌市中心巴士總站上客

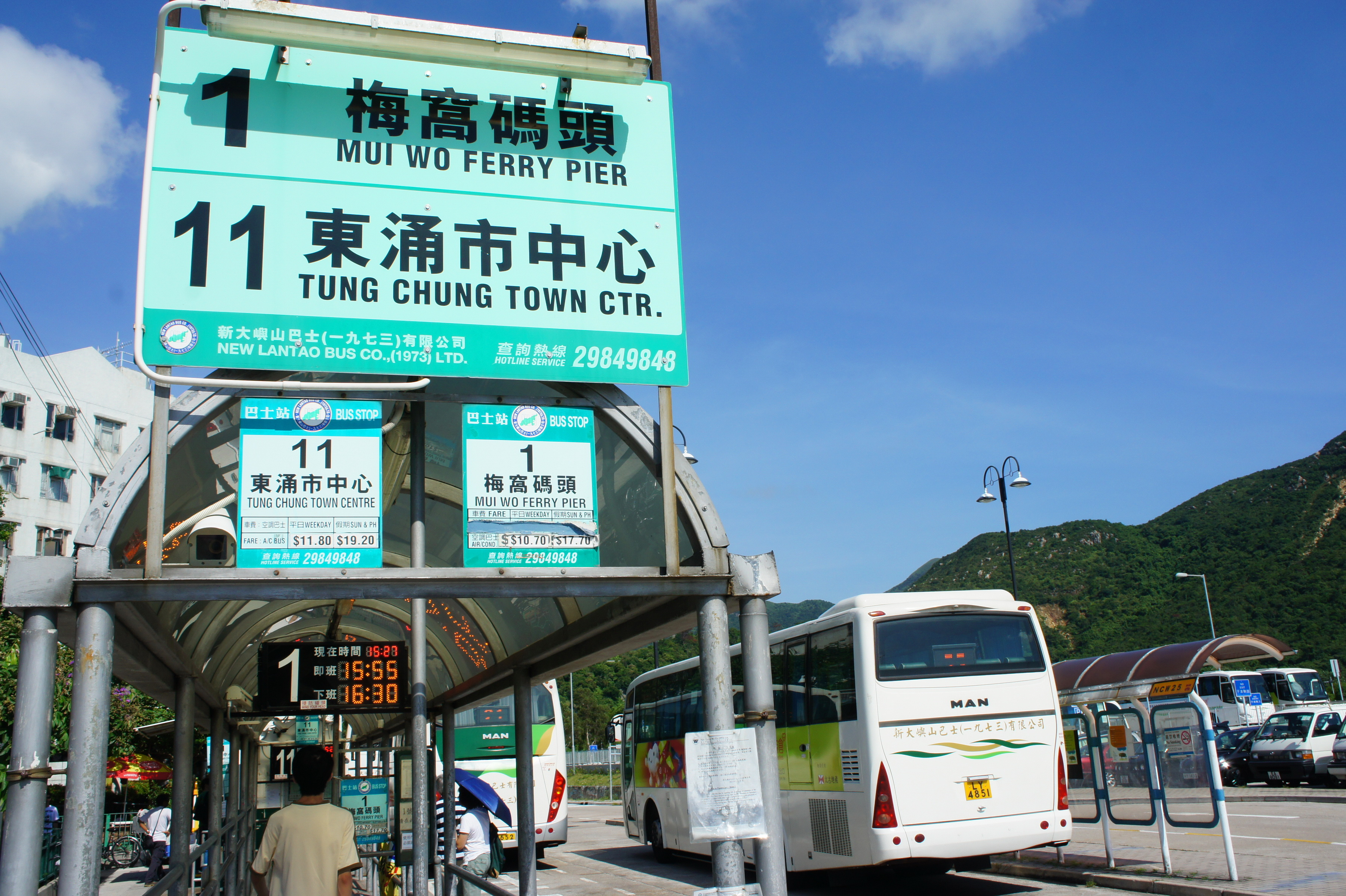
大澳巴士總站

新大嶼山巴士11線是香港大嶼山一條來往東涌站和大澳的路線，起初是為配合青嶼幹線通車而投入服務，方便東涌居民及乘搭來往東涌的對外巴士線乘客前往大嶼山西區旅遊，客量隨著更多人到大澳參觀，而有顯著及大量的增幅。

## 歷史
- 1974年4月1日，6號線投入服務，來往大澳及東涌舊碼頭（只為路線相近），專門服務往來大澳上課的學生（當時大嶼山的中小學校主要集中在大澳及梅窩）。
- 1980年代，6號線停止服務。
- 1996年5月31日，開辦也是來往東涌舊碼頭及大澳的31線，只於平日上下午繁忙時間提供單向服務，再次服務東涌和大澳。
- 1997年5月22日，配合青嶼幹線通車而投入服務，初時已提供全空調服務。
- 2001年5月21日，嶼巴發現31線與本線服務重疊，因而停駛31線，原有31線班次歸入本線（2000年代後期全數取消），並加入普通巴士行走，因此重新設有普通巴士收費。
- 2003年8月27日，再次改為全空調服務。
- 2008年11月16日，部分班次加派有行李架的巴士行走。
- 2009年2月6日，東涌道改善工程完成，來回程改經伯公坳至散石灣之間的東涌道新路段，並繞經長沙一帶。
- 2014年4月14日，東涌往長沙「八送一」優惠改為只適用於平日，假日不能享有，並改為只限東涌巴士總站換領。同日起冠忠的外援巴士正式停止派發乘車券。
- 2014年7月27日，本路線的假日輔助線11A線投入服務，袛於星期日及公眾假期提供東涌往來長沙、塘福、石壁的巴士服務，同時舒緩11線的龐大客量。
- 2014年8月17日，11A線的石壁巴士總站由羗山道石壁水塘遷往石壁水塘道沙咀勞教中心。
- 2015年5月23日，11A線增設星期六服務。[1]
- 2018年2月1日：11線實施以下改動[2][3]：
  - 星期一至六10:05由東涌市中心開出的班次繞經沙咀懲教所；
  - 原星期一至五上課日07:20由水口村（東）開出之特別班次改為07:10由沙咀懲教所開出。
- 2019年4月27日：東涌臨時巴士總站遷至東涌市中心巴士總站。[4]

## 服務時間
11常規班次
| 東涌市中心開     | 東涌市中心開 | 東涌市中心開 | 東涌市中心開 | 東涌市中心開 | 東涌市中心開 | 東涌市中心開 |
| ---------------- | ------------ | ------------ | ------------ | ------------ | ------------ | ------------ |
| 星期一至六       |              |              |              |              |              |              |
| 06:20            | 06:45        | 07:05        | 07:25        | 07:30        | 07:50        | 08:00        |
| 08:15            | 08:30        | 08:45        | 09:05        | 09:25        | 09:45        | 10:05        |
| 10:20            | 10:35        | 10:50        | 11:05        | 11:20        | 11:35        |              |
| 12:05            | 12:20        | 12:35        | 12:50        | 13:10        | 13:25        | 1340         |
| 14:00            | 14:15        | 14:35        | 14:50        | 15:10        | 15:30        | 15:50        |
| 16:10            | 16:30        | 16:50        | 17:10        | 17:30        | 17:50        | 18:10        |
| 18:30            | 18:45        | 19:00        | 1925         | 19:45        | 20:05        | 20:30        |
| 20:55            | 21:20        | 21:45        | 22:15        | 22:45        | 23:20        | 00:00        |
| 00:40            | 01:20        |              |              |              |              |              |
| 星期日及公眾假期 |              |              |              |              |              |              |
| 06:20            | 07:05        | 07:30        | 07:50        | 08:00        | 08:15        | 08:30        |
| 08:45            | 09:00        | 09:15        | 09:25        | 09:35        | 09:50        | 10:00        |
| 10:10            | 10:20        | 10:30        | 10:45        | 11:00        | 11:15        | 11:25        |
| 11:35            | 11:45        | 12:00        | 12:10        | 12:20        | 12:30        | 12:45        |
| 13:00            | 13:15        | 13:30        | 13:45        | 14:00        | 14:15        | 14:30        |
| 14:45            | 15:00        | 15:15        | 15:30        | 15:45        | 16:00        | 16:15        |
| 16:30            | 16:45        | 17:00        | 17:15        | 17:30        | 17:45        | 18:00        |
| 18:15            | 18:35        | 18:55        | 19:15        | 19:35        | 19:55        | 20:15        |
| 20:35            | 20:55        | 21:20        | 21:45        | 22:15        | 22:45        | 23:20        |
| 00:00            | 00:40        | 01:20        |              |              |              |              |

| 大澳開           | 大澳開 | 大澳開 | 大澳開 | 大澳開 | 大澳開 | 大澳開 |
| ---------------- | ------ | ------ | ------ | ------ | ------ | ------ |
| 星期一至六       |        |        |        |        |        |        |
| 05:20            | 05:55  | 06:30  | 06:50  | 07:10  | 07:25  | 07:45  |
| 08:05            | 08:25  | 08:45  | 09:05  | 09:25  | 09:50  | 10:15  |
| 10:40            | 11:05  | 11:30  | 11:50  | 12:10  | 12:30  | 12:55  |
| 13:15            | 13:25  | 13:45  | 14:05  | 14:20  | 14:35  | 14:50  |
| 15:05            | 15:15  | 15:30  | 15:45  | 16:00  | 16:10  | 16:25  |
| 16:35            | 16:45  | 16:55  | 17:00  | 17:05  | 17:15  |        |
| 17:35            | 17:50  | 18:05  | 18:20  | 18:35  | 18:55  | 19:15  |
| 19:35            | 19:55  | 20:20  | 20:45  | 21:15  | 21:45  | 22:20  |
| 22:55            | 23:30  | 00:15  | 01:20  |        |        |        |
| 星期日及公眾假期 |        |        |        |        |        |        |
| 05:20            | 05:55  | 06:30  | 06:50  | 07:10  | 07:40  | 08:05  |
| 08:30            | 08:50  | 07:10  | 09:35  | 10:00  | 10:25  | 10:50  |
| 11:10            | 11:30  | 11:45  | 12:00  | 12:15  | 12:30  | 12:45  |
| 13:00            | 13:15  | 13:30  | 13:45  | 14:00  | 14:15  | 14:30  |
| 14:45            | 15:00  | 15:15  | 15:30  | 15:40  | 15:50  | 16:00  |
| 16:10            | 16:20  | 16:30  | 16:40  | 16:50  | 17:00  | 17:10  |
| 17:20            | 17:30  | 17:40  | 17:50  | 18:00  | 18:10  | 18:20  |
| 18:30            | 18:40  | 18:50  | 19:00  | 19:15  | 19:30  | 19:45  |
| 20:00            | 20:15  | 20:30  | 20:45  | 21:00  | 21:20  | 21:45  |
| 22:20            | 22:55  | 23:30  | 00:15  |        |        |        |

- 備註

藍字班次繞經沙咀勞教中心
綠字班次繞經塘福懲教所
橙字班次同時繞經沙咀勞教中心及塘福懲教所
紅字班次繞經北大嶼山醫院
黃底班次採用設有行李架的巴士行走
星期六、日及公眾假期，巴士公司會因應實際客量而額外增加班次。
11線特別班次
- 沙咀懲教所 → 東涌市中心（經塘福懲教所）：
  - 星期一至五：14:05、15:00、15:45、16:15、17:00、17:25

- 沙咀懲教所 → 東涌市中心：
  - 星期一至五上課日：07:10

- 水口 → 東涌市中心：
  - 星期一至六：06:40、07:00（棕色字班次於學校假期停開）

所有特別班次逢星期日及公眾假期不設服務
11A
| 東涌站開 星期六、日及公眾假期 | 東涌站開 星期六、日及公眾假期 | 東涌站開 星期六、日及公眾假期 | 東涌站開 星期六、日及公眾假期 | 東涌站開 星期六、日及公眾假期 | 東涌站開 星期六、日及公眾假期 | 東涌站開 星期六、日及公眾假期 |
| ----------------------------- | ----------------------------- | ----------------------------- | ----------------------------- | ----------------------------- | ----------------------------- | ----------------------------- |
| 09:40                         | 10:25                         | 11:05                         | 11:40                         | 12:25                         | 13:05                         | 13:40                         |
| 14:20                         | 14:55                         | 15:25                         | 16:05                         | 16:40                         | 17:15                         | 17:50                         |
| 石壁開                        |                               |                               |                               |                               |                               |                               |
| 10:30                         | 11:10                         | 11:50                         | 12:30                         | 13:15                         | 14:05                         | 14:30                         |
| 15:05                         | 15:40                         | 16:15                         | 17:00                         | 17:25                         | 18:00                         | 18:35                         |

備註
綠字班次繞經塘福懲教所
星期一至五不設服務

## 收費
11
全程：$13.4（平日）／$22.3（假日）
- 長沙往大澳／石壁往東涌市中心：$9.7（平日）／$16.8（假日）
- 塘福往大澳／水口往東涌市中心：$6.8（平日）／$13.6（假日）
- 石壁往大澳：$5.0（平日）／$7.5（假日）
- 深屈道往大澳／石門甲往東涌市中心：$2.7（平日）／$5.4（假日）
- 羗山道往東涌市中心：$12.2（平日）／$20.3（假日）

11A
全程：$9.7（星期六）／$16.9（假日）
- 長沙往石壁：$6.8（星期六）／$12.8（假日）
- 塘福往石壁：$4.0（星期六）／$5.8（假日）
- 水口往東涌市中心：$6.8（星期六）／$13.7（假日）
- 石門甲往東涌市中心：$2.7（星期六）／$5.4（假日）

| - 12歲以下小童及65歲或以上長者乘搭本線可獲半價優惠。 - 65歲或以上長者以八達通（包括「樂悠咭」）乘搭本線亦可享有車資折扣，應繳車費如上方所示，或可向車長查詢。 - 持有當日有效「大嶼通」或「大澳通」乘車證之乘客，上車時向車長出示有效乘車證，可乘搭本線。 - 65歲或以上長者使用長者或個人八達通（包括「樂悠咭」）繳付車資，均可享有每程$2.0或長者優惠車費（以較低者為準）的票價優惠；12歲以下合資格殘疾兒童使用「殘疾人士身份」個人八達通繳付車資，均可享有每程$2.0或半價（以較低者為準）的票價優惠；12至64歲合資格殘疾人士使用「殘疾人士身份」個人八達通，以及60至64歲香港居民使用「樂悠咭」繳付車資，均可享有每程$2.0或全費（以較低者為準）的票價優惠。 - 乘客可以現金或八達通於上車時付款，不設找續。 - 每位成人乘客可免費攜帶最多兩名4歲以下而不佔座位的兒童乘客乘車，超額之4歲以下小童必須繳付小童車費乘車。 - 新大嶼山巴士全職員工及家屬（不包括外判職員）可免費乘搭本路線，惟必須出示職員證或家屬證。 - 乘客亦可使用AlipayHK「易乘碼」、支付寶及WeChatHK／微信支付「搭車碼」繳付車資。乘客使用此支付方式，將不能享有與其他嶼巴路線之轉乘優惠、「公共交通費用補貼計劃」及「長者及合資格殘疾人士公共交通票價優惠計劃」；而使用WeChatHK／微信支付「搭車碼」亦不能享有小童／長者半價優惠。 |

11S線
全程：$14（星期一至六）／$21.5（星期日及公共假期）
| - 本線大小同價，不設任何小童或長者半價優惠。 - 本線不適用於新大嶼山巴士職員證及家屬證、「大嶼通」或「大澳通」，持有相關乘車證之乘客，必須如常繳付車資。 - 本線不設長者及殘疾人士每程$2.0的票價優惠。 - 乘客只可繳付現金，不設八達通及二維碼繳費，於上車時付款，不設找續。 - 每位成人乘客可免費攜帶最多兩名4歲以下而不佔座位的兒童乘客乘車，超額之4歲以下小童必須繳付車費乘車。 - 新大嶼山巴士職員證或家屬證 不適用於本路線。 |

## 使用車輛
現時行駛11線及11A線的巴士多為猛獅18.350 HOCL；週末及假期有母公司冠忠巴士各款旅遊巴士支援本線，使用冠忠巴士行走之班次不設企位。

## 行車路線
東涌站開經：達東路、順東路、裕東路、松仁路、東涌道、嶼南道、羗山道及大澳道。  
大澳開經：大澳道、羗山道、嶼南道、東涌道、松仁路、裕東路、順東路及達東路。 
石壁開經：羗山道、嶼南道、東涌道、松仁路、裕東路、順東路及達東路。 

### 沿線車站
11(A)
| 東涌站開 | 東涌站開             | 東涌站開       | 大澳(11)/石壁(11A)開 | 大澳(11)/石壁(11A)開 | 大澳(11)/石壁(11A)開 |
| 序號     | 車站名稱             | 位置           | 序號                 | 車站名稱             | 位置                 |
| -------- | -------------------- | -------------- | -------------------- | -------------------- | -------------------- |
| 1        | 東涌站               | 東涌站巴士總站 | 1*                   | 大澳                 | 大澳巴士總站         |
| 2        | 富東商場             | 達東路         | 2*                   | 龍田邨               | 大澳道               |
| 3        | 裕東苑               | 順東路         | 3*                   | 坑尾                 | 大澳道               |
| ^*       | 北大嶼山醫院（南行） | 松仁路         | 4*                   | 靈隱寺               | 大澳道               |
| 4        | 東涌鄉事委員會       | 東涌道         | 5*                   | 新鳳村               | 大澳道               |
| 5        | 上嶺皮               | 東涌道         | 6*                   | 羗山管理站           | 大澳道               |
| 6        | 下嶺皮               | 東涌道         | 7*                   | 龍仔                 | 大澳道               |
| 7        | 黃家圍               | 東涌道         | 8*                   | 成輝果園             | 大澳道               |
| 8        | 龍井頭               | 東涌道         | 9*                   | 三緣精舍             | 大澳道               |
| 9        | 石門甲道             | 東涌道         | 10*                  | 法華苑               | 大澳道               |
| 10       | 十八區墳場           | 東涌道         | 11*                  | 深屈道口             | 大澳道               |
| 11       | 東涌坳管理站         | 東涌道         | 12*                  | 石壁坳引水道通道     | 羗山道               |
| 12       | 伯公坳               | 東涌道         | 13*                  | 沙咀                 | 羗山道               |
| 13       | 長沙引水道           | 東涌道         | #                    | 沙咀懲教所           | 石壁水塘道           |
| 14       | 散石灣迴旋處         | 嶼南道         | 14                   | 石壁警崗             | 嶼南道               |
| 15       | 長沙上村             | 嶼南道         | 15                   | 水口直升機場         | 嶼南道               |
| 16       | 長沙警署             | 嶼南道         | 16                   | 四眼馬               | 嶼南道               |
| 17       | 長沙下村             | 嶼南道         | 17                   | 水口村               | 嶼南道               |
| 18       | 長沙消防局           | 嶼南道         | 18                   | 水口村（東）         | 嶼南道               |
| 19       | 麗濱別墅             | 嶼南道         | 19                   | 下橫壟               | 嶼南道               |
| 20       | 蝶崗                 | 嶼南道         | 20                   | 上橫壟               | 嶼南道               |
| 21       | 長沙大橋             | 嶼南道         | 21                   | 南大嶼山海底電纜站   | 嶼南道               |
| 22       | 上長沙海灘           | 嶼南道         | &                    | 塘福懲教所           | 蔴埔坪道             |
| 23       | 塘福海灘             | 嶼南道         | &                    | 麻埔坪村             | 蔴埔坪道             |
| 24       | 塘福村               | 嶼南道         | 22                   | 麻埔坪道             | 嶼南道               |
| &        | 塘福懲教所           | 蔴埔坪道       | 23                   | 塘福村               | 嶼南道               |
| &        | 麻埔坪村             | 蔴埔坪道       | 24                   | 塘福海灘             | 嶼南道               |
| 25       | 麻埔坪道             | 嶼南道         | 25                   | 上長沙海灘           | 嶼南道               |
| 26       | 南大嶼山海底電纜站   | 嶼南道         | 26                   | 長沙大橋             | 嶼南道               |
| 27       | 上橫壟               | 嶼南道         | 27                   | 蝶崗                 | 嶼南道               |
| 28       | 下橫壟               | 嶼南道         | 28                   | 麗濱別墅             | 嶼南道               |
| 29       | 水口村（東）         | 嶼南道         | 29                   | 長沙消防局           | 嶼南道               |
| 30       | 水口村               | 嶼南道         | 30                   | 長沙下村             | 嶼南道               |
| 31       | 四眼馬               | 嶼南道         | 31                   | 長沙警署             | 嶼南道               |
| 32       | 水口直升機場         | 嶼南道         | 32                   | 長沙上村             | 嶼南道               |
| 33       | 石壁警崗             | 嶼南道         | 33                   | 散石灣迴旋處         | 嶼南道               |
| #        | 沙咀懲教所           | 石壁水塘道     | 34                   | 東涌道               | 東涌道               |
| 34*      | 沙咀                 | 羗山道         | 35                   | 長沙引水道           | 東涌道               |
| 35*      | 石壁坳引水道通道     | 羗山道         | 36                   | 伯公坳               | 東涌道               |
| 36*      | 深屈道               | 羗山道         | 37                   | 東涌坳管理站         | 東涌道               |
| 37*      | 法華苑               | 羗山道         | 38                   | 十八區墳場           | 東涌道               |
| 38*      | 三緣精舍             | 羗山道         | 39                   | 石門甲道             | 東涌道               |
| 39*      | 成輝果園             | 羗山道         | 40                   | 龍井頭               | 東涌道               |
| 40*      | 觀音寺               | 羗山道         | 41                   | 黃家圍               | 東涌道               |
| 41*      | 龍仔                 | 大澳道         | 42                   | 下嶺皮               | 東涌道               |
| 42*      | 羗山管理站           | 大澳道         | 43                   | 上嶺皮               | 東涌道               |
| 43*      | 新鳳村               | 大澳道         | 44                   | 東涌鄉事委員會       | 東涌道               |
| 44*      | 靈隱寺               | 大澳道         | 45                   | 馬灣新村             | 松仁路               |
| 45*      | 坑尾                 | 大澳道         | ^*                   | 北大嶼山醫院（北行） | 松仁路               |
| 46*      | 佛教筏可紀念中學     | 大澳道         | 46                   | 東涌消防局           | 順東路               |
| 47*      | 龍田邨               | 大澳道         | 47                   | 東涌纜車站           | 達東路               |
| 48*      | 大澳                 | 大澳巴士總站   | 48                   | 東涌站               | 東涌站巴士總站       |

備註：

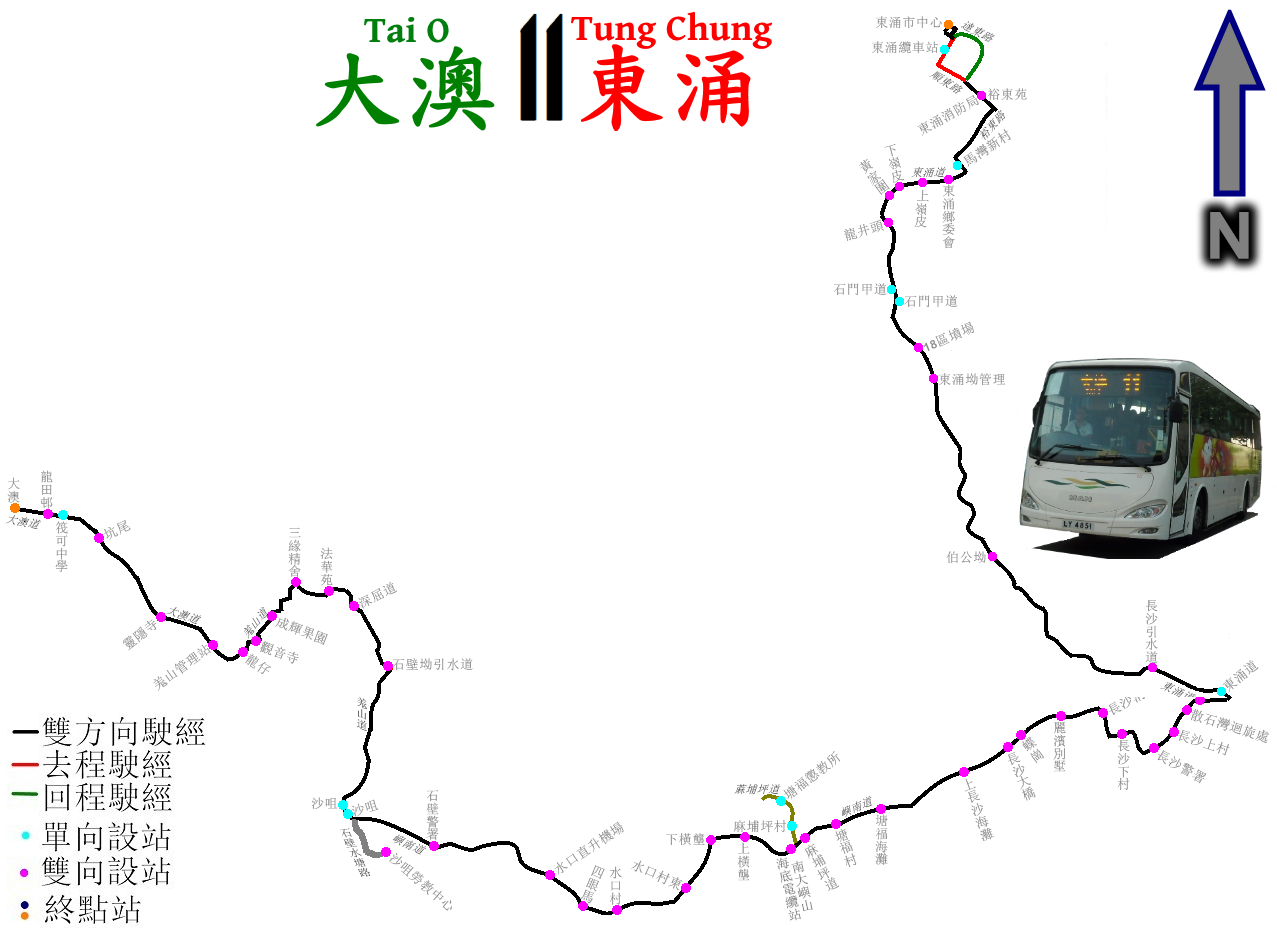
11路線的走線圖

- 有 ^ 號之車站祇限繞經北大嶼山醫院的班次停靠
- 有 & 號之車站祇限繞經塘福懲教所的班次停靠
- 有 # 號之車站祇限11A線及繞經沙咀懲教所的班次停靠
- 11A線不停靠有 * 號之車站

## 客量
本路線作為大澳唯一一條來往東涌市中心的路線，東涌綫通車更為本線帶來更龐大的客源；而大澳亦為著名景點，故其客量甚高，不時於總站開出時已經滿載，假日時更經常需要向冠忠借調旅遊巴士加開班次疏導乘客，有旅客因本線經常性滿載而被迫改乘經東涌至屯門碼頭的航線。最終嶼巴於2014年7月開辦11A線，疏導周末及假日嶼南道沿途無法登車的乘客；而星期一至五則開設沙咀懲教所起載往東涌的短途班次。
乘搭本路線的乘客應盡量預留時間候車或改乘石壁開出的11A線，因為本線的客量極高，於總站開出時經常已滿載(於假日及農曆新年假期尤甚)，乘客應預計等車時間，以免影響行程。

### 東涌往長沙「八送一」優惠

#### 設立優惠原因
2009年2月6日起，東涌道新路通車，同日起舊路停止使用並封閉，由於新路在大嶼山南部的出口位於䃟石灣，而舊路則位於長沙，新出口位於舊出口以東，因此，由位於嶼南東面梅窩碼頭開出的嶼巴3M線會較原有路線較快到達東涌道，不經長沙上村至長沙大橋一段嶼南道。而相反，由位於嶼南西面大澳開出的11線則要加經長沙一段嶼南道才能前往東涌道，故該路段往東涌的服務亦由11線取代。
但由於3M線全程收費較11及A35線低，而兩線亦不設短程雙向分段，故東涌往長沙上村至長沙大橋的乘客變相加價，因此，嶼巴為11線增設東涌往長沙「八送一」優惠，以減低變相加價對經常往返東涌至長沙的乘客的影響。不過，由於假日期間乘客大多只是偶然往返，加上冠忠巴士車長不會向於長沙一帶落車的乘客派發乘車兌換券，故仍有一定數量的乘客一樣受變相加價影響。

#### 領取及使用方法
平日由東涌乘搭11線（往大澳方向）於長沙上村至長沙大橋落車時，有關乘客可向車長索取一張乘車兌換券（一般情況乘客需要主動向車長索取，車長並不會主動給予），於䃟石灣及之前的車站落車是不能索取乘車兌換券的；如果乘客登上的是冠忠的外援巴士或假日時，此項措施將不適用，因此有關乘客登車時應留意所登上的巴士的類型。
乘車兌換券分成人票及半價票（11歲或以下小童及65歲或以上長者）兩種，乘客集齊8張同一種類的乘車兌換券後，可於平日上午8時30分至下午6時30分（假日除外）於嶼巴位於東涌市中心巴士總站的站長室換取11線的乘車券一張。乘客可憑乘車券於平日免費乘搭11線（往大澳方向），並於上車時，將乘車券投入錢箱代替車資。

## 本線紀錄
本線成為大嶼山區唯一開辦時為全空調服務，後來加入普通巴士行走，再轉為全空調服務的路線。

## 小貼士
留意11，11A號線所有班次是沒有雙程分段收費

## 外部連結
- 新大嶼山巴士－嶼巴11線
- 新大嶼山巴士－嶼巴11A線
- i-busnet－嶼巴11線 （页面存档备份，存于）
- i-busnet－嶼巴11A線 （页面存档备份，存于）
- 681巴士總站－嶼巴11線 （页面存档备份，存于）
- 681巴士總站－嶼巴11A線 （页面存档备份，存于）
- 車站一覽表及車費表的站名及2008年6月8日前之車費表以《通用乘車指南》（第四版）為依據。